# Rangin Dadfar Spanta

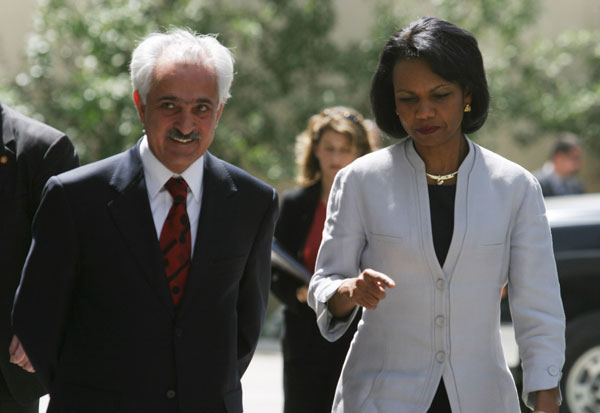
Rangin Dadfar Spanta et Condoleezza Rice, le 28 juin 2006.

Rangin Dadfar Spanta, né le 15 décembre 1954 à Karukh, dans la province d'Hérat, est un homme politique afghan. Il est ministre des Affaires étrangères de 2006 à 2010.

## Biographie

### Carrière universitaire
Spanta poursuit ses études en Turquie où il obtient une maîtrise de la faculté des sciences politiques de l'université d'Ankara.
En 1982, il s'enfuit d'Afghanistan au moment de la guerre contre les Soviétiques et se réfugie en Allemagne, pays dont il obtiendra la citoyenneté. De 1992 à 2005, est professeur adjoint de sciences politiques à l'université RWTH d'Aix-la-Chapelle. À la même époque, il est également porte-parole de l'Alliance pour démocratie en Afghanistan, actif dans la section locale des Verts et est employé par une ONG locale Eine Welt Forum Aachen e.V..

### Carrière politique
Après son retour en Afghanistan en 2005, il enseigne brièvement à l'université de Kaboul et devient conseiller aux affaires internationales du président Hamid Karzai. Nommé par ce dernier au poste de ministre des Affaires étrangères le 21 mars 2006, Spanta est confirmé par la Chambre du peuple le 20 avril suivant et entre en fonction le 2 mai. Il succède à Abdullah Abdullah.
Le 12 mai 2007, le parlement vote son limogeage. Quelques jours plus tard, la Cour suprême invalide le vote, affirmant que celui-ci est inconstitutionnel. En janvier 2010, après la Conférence internationale sur l'Afghanistan (en) qui se tient à Londres, le président Karzai décide de le remplacer par Zalmai Rassoul (en), un ancien conseiller à la sécurité nationale.